# Esthlogena foveolata
Esthlogena foveolata là một loài bọ cánh cứng trong họ Cerambycidae.